# Florence Prag Kahn

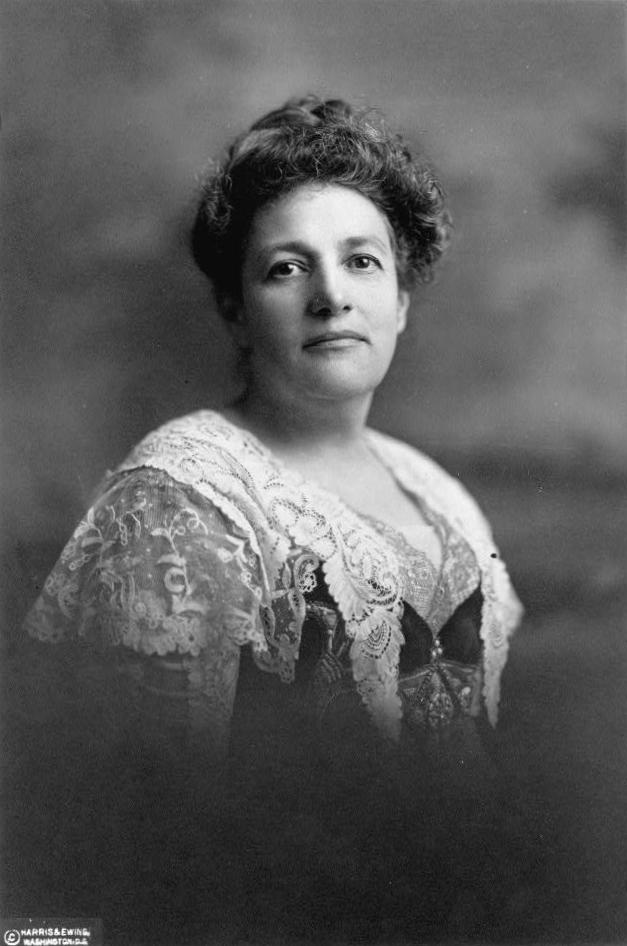
Florence Prag Kahn (1914)

Florence Prag Kahn (geboren 9. November 1866 in Salt Lake City, Utah; gestorben 16. November 1948 in San Francisco, Kalifornien) war eine US-amerikanische Politikerin und Lehrerin. Zwischen 1925 und 1937 vertrat sie den Bundesstaat Kalifornien im US-Repräsentantenhaus. Sie war damit die erste jüdische Frau, die Kongressabgeordnete war.

## Werdegang
Florence Prag, so ihr Geburtsname, zog im Jahr 1869 mit ihren Eltern nach San Francisco. Dort besuchte sie bis 1883 die Girls’ High School. Danach studierte sie bis 1887 an der University of California in Berkeley. In den folgenden Jahren unterrichtete sie als Lehrerin die Fächer Englisch und Geschichte. 1899 heiratete sie den späteren Kongressabgeordneten Julius Kahn, mit dem sie zwei Söhne haben sollte. Wie ihr Mann war sie Mitglied der Republikanischen Partei.
Nach dem Tod ihres Mannes, der während seiner Zeit als Abgeordneter verstarb, wurde sie als dessen Nachfolgerin den Kongress gewählt, wo sie am 4. März 1925 ihr neues Mandat antrat. Nach fünf Wiederwahlen konnte sie bis zum 3. Januar 1937 sechs Legislaturperioden im Kongress absolvieren. Florence Kahn war die erste Frau jüdischen Glaubens im Kongress. Während ihrer Zeit im Parlament wurden dort ab 1933 viele der New-Deal-Gesetze der Bundesregierung unter Präsident Franklin D. Roosevelt verabschiedet, denen ihre Partei aber eher ablehnend gegenüberstand. Im Jahr 1933 wurden der 20. und der 21. Verfassungszusatz ratifiziert. Kahn war damals auch als erste Frau Mitglied des Militärausschusses.
Im Jahr 1936 wurde Kahn nicht wiedergewählt. Nach dem Ende ihrer Zeit im US-Repräsentantenhaus arbeitete sie daran, mehr Frauen für die Politik zu begeistern. Sie war Mitglied des zionistischen Frauenverbandes Hadassah und der American Association of University Women. Florence Kahn starb am 16. November 1948 in San Francisco.